# 아나 코뉴흐

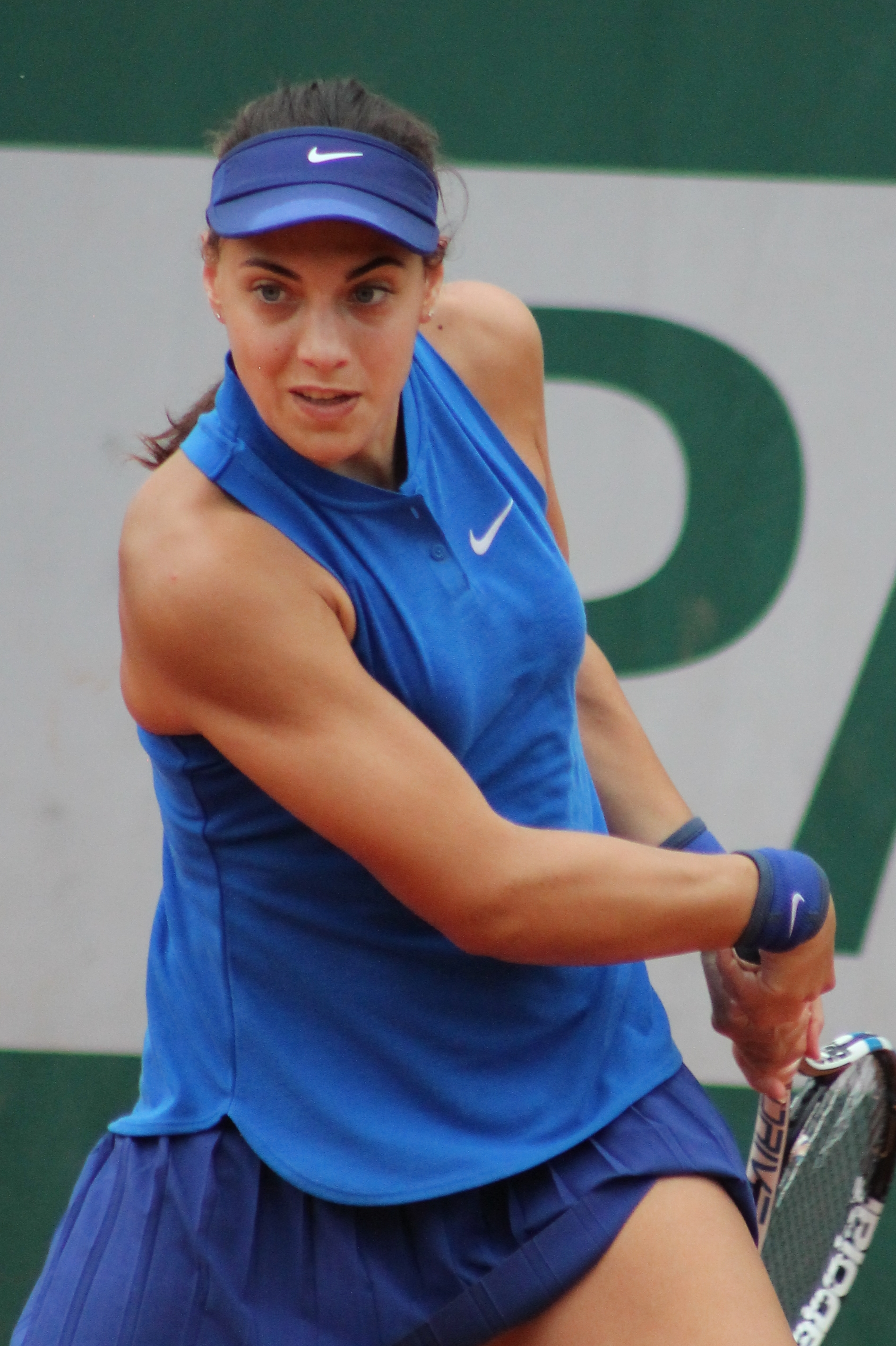
2016년 프랑스 오픈에서의 코뉴흐 선수

아나 코뉴흐(크로아티아어: Ana Konjuh, 1997년 12월 27일 ~ )는 크로아티아의 테니스 선수이다. 리우 올림픽에 출전한다.